# Мокиенко, Михаил Юрьевич
Михаил Юрьевич Мокиенко (род. 7 марта 1957 года, Ленинград) — советский и российский детский писатель, драматург, режиссёр, композитор, актёр, автор и ведущий телепередач. Член Союза писателей России и Союза театральных деятелей России.

## Биография
Родился в Ленинграде. В 1974 году окончил Ленинградскую литературную школу. Затем поступил в ЛГИТМиК, курс И. П. Владимирова, по специальности «Актер театра драмы и кино». В 1978 году, после его окончания, был принят в труппу Ленинградского Малого Драматического театра. Во время работы актёром, написал музыку к двум спектаклям этого театра. Позже работал актёром Ленконцерта, режиссёром Всероссийского отделения творческих мастерских, ставил спектакли и концерты.

## Творчество
В 1992 году Мокиенко вместе с балетмейстером Натальей Кривожейко организовал первый детский частный театр «Бурзачило» где работал как художественный руководитель, драматург, режиссёр-постановщик и композитор. Дипломант третьего фестиваля сатиры и юмора «Золотой Остап» в номинации «Лучшая работа для детей», лауреат третьего и девятого фестивалей «Театры Санкт-Петербурга — детям». Отмечен дипломами фестиваля детских спектаклей «Рождественский парад». Театр «Бурзачило» получил приз «Серебряный самовар» на конкурсе «Самовар, самовар, ложечка», который проводила детская редакция первого телеканала; приз «Золотая репка» на втором Международном фестивале театров для детей в Самаре.
В 1993 году при его непосредственном активном участии в Петербурге был создан детский журнал «Баламут». Являясь членом редколлегии, Мокиенко придумал и вел в нём раздел «Сказочная Правда».
Параллельно продолжал писать музыку для театра и телевидения. Как драматург написал несколько пьес для детей — самостоятельно и в соавторстве с Эдуардом Успенским, Андреем Усачёвым. В Петербургском театре «Комедианты» идет его пьеса для детей «Волшебные сосульки», с его же музыкой. В театре «Русская антреприза им. Андрея Миронова» идут спектакли «Чайка», «Сорок первый» и «Фантазии Фарятьева» с его музыкой и спектакль «Ах, какая это была удивительная игра!» в его постановке.
С 2003 по 2009 работал на петербургском телеканале «100ТВ» в качестве автора и художественного руководителя детских программ. Автор сценариев и ведущий популярной ежевечерней программы «Сказки дедушки Мокея», а также разовых программ «Кто в теремочке живет», «Школа бабы-Яги», «Маленькие открытия большого человека», «Прогулки с дедушкой Мокеем». В этих программах Мокиенко создал запоминающийся телеэкранный образ дедушки Мокея, ставший его постоянной маской и творческим псевдонимом. Снял несколько документальных фильмов, неоднократно организовывал на телеканале встречи детей с детскими писателями.
Является бессменным режиссёром и автором «Фестиваля Русской Сказки», который ежегодно проходит в Суздале. В 2009 году придумал и осуществил проект «Театральная неотложка».
Писатель Э. Н. Успенский назвал Михаила Мокиенко «лучшим Дедом Морозом страны».

## Книги
- «Как бабы-Яги сказку спасали»
- «Как бабы-Яги Новый год встречали»
- «Незнайка и Баррабасс: Да здравствует Незнайка!»
- «Незнайка и Баррабасс: Зловещая тайна Баррабасса»
- "Вечная сказка. Новогодняя история". В соавторстве с Андреем Усачевым.

## Сценарии
- «Дракоша» (детский телесериал)
- «Незнайка и Баррабасс» (анимационный фильм)
- «Учитель смеха» (документальный фильм)
- «Неизвестный Успенский» (документальный фильм; совместно с К. Ю. Арбениным)
- «Необыкновенная история солдата Мокея» (анимационный фильм)

## Телевизионные передачи
- «Сказки дедушки Мокея»
- «Кто в теремочке живет»
- «Школа бабы-Яги»
- «Маленькие открытия большого человека»
- «Прогулки с дедушкой Мокеем»

## Телевизионные фильмы
- «Учитель смеха» (режиссёр, автор сценария, композитор)
- «Неизвестный Успенский» (режиссёр, соавтор сценария, композитор)

## Киномузыка
- 2003—2004 — «Агент национальной безопасности» (несколько серий 4 и 5 сезона)
- 2004—2007 — «Улицы разбитых фонарей» (несколько серий 6, 7 и 8 сезона)
- 2008 — «Мама, я киллера люблю» (телесериал)
- 2017 — «Гупёшка»

В соавторстве с поэтом К. Ю. Арбениным написал песню «Такие волшебники», впервые прозвучавшую в фильме «Неизвестный Успенский» в исполнении обоих авторов.